# Herrada z Landsbergu

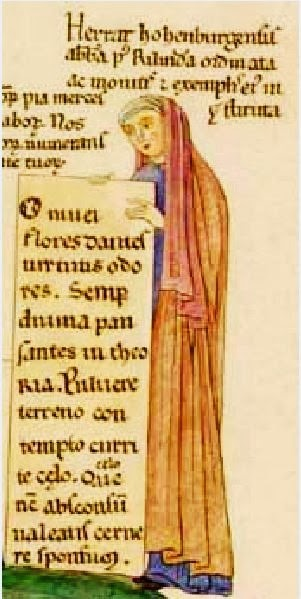
Autoportret Herrady z Landsbergu na miniaturze z Hortus deliciarum

Herrada z Landsbergu, Herrada z Hohenburga lub po łacinie Herradis Landsbergensis) (ur. między 1125 a 1130 – zm. 25 lipca 1195), żyjąca w średniowieczu przeorysza klasztoru św. Odylii w Alzacji, autorka dzieła Hortus deliciarum (łac. Ogród przysmaków).
Hortus deliciarum (ok. 1180) to dzieło o charakterze encyklopedycznym, florilegium, które powstawało w ciągu 16 lat i na które składają się fragmenty prozy i poezji wybitnych autorów starożytności i średniowiecza. Herrada zmieniała te fragmenty dopasowując do kontekstu. Dodatkowo ozdobiła dzieło własnymi ilustracjami, dodała własne hymny, a szczególnie jej ulubione alegorie. Godnymi podziwu są zamieszczone oryginalne i piękne ilustracje oraz miniatury. Hortus deliciarum w zamierzeniu miał być praktycznym podręcznikiem dla nowicjuszek klasztoru. Stał się szerzej znany dopiero w XIX wieku.